# 松平康信
松平康信（日语：／ Matsudaira Yasunobu，1600年3月23日—1682年7月17日）是日本安土桃山時代至江戶時代前期的武將、大名。父親是松平家信。下總佐倉藩第2代、攝津高槻藩藩主、以及丹波篠山藩初代藩主。

## 生平
在慶長5年（1600年）2月9日於上總五井出生，家中次男。於慶長6年（1601年）與父親一同移至三河形原藩。在慶長17年（1612年）敘任從五位下若狹守。以德川方武將身份參加由慶長19年（1614年）開始的大坂之役。
在寬永15年（1638年）因為父親家信死去而繼任家督並成為佐倉藩藩主。於寬永17年（1640年）9月28日被移封至攝津高槻。慶安2年（1649年）7月4日，被加增1萬4千石並移封至丹波篠山5萬石，用4年時間實施檢地並確立鄉村制度，更掃清舊有的土豪勢力來加強藩政。寬文6年（1666年），在丹後宮津藩藩主京極高國被改易時，擔任接收宮津城的職務，於是在寬文7年（1667年）12月28日被昇敘從四位下。
在寬文9年（1669年）9月29日以年老為理由把家督讓予長男典信並隱居，不過典信在寬文12年（1672年）死去，於是立孫兒信利為藩主，自身則以後見人的身份執行藩政，但是信利亦很早就死去，於是立信利的弟弟信庸為繼承人，一直執行著藩政直至到在天和2年（1682年）6月13日死去。享年83歲。